# Furajrijja
Furajrijja (arab. فريرية) – wieś w Syrii, w muhafazie Aleppo, w dystrykcie Afrin. W 2004 roku liczyła 1120 mieszkańców.